# Electrophaes mesodonta
Electrophaes mesodonta là một loài bướm đêm trong họ Geometridae.